# AllMusic
AllMusic (AMG) – baza metadanych o tematyce muzycznej, część All Media Guide. AMG zostało stworzone w 1991 przez archiwistę popkultury Michaela Erlewine’a i matematyka Vladimira Bogdanova, jako przewodnik dla konsumentów. Pierwsze materiały zostały opublikowane rok później. AMG wyprzedziło sieć WWW, będąc pierwszą stroną opartą na protokole gopher. Serwis był notowany w rankingu Alexa na miejscu 7359 (stan na 22 kwietnia 2022).

## Zawartość
Zawartość AMG jest tworzona przez zespół edytorów i pisarzy. Sieć pisarzy składa się z ponad 900 krytyków muzycznych piszących recenzje albumów i piosenek oraz biografie artystów. Wśród recenzentów są m.in. Stephen Thomas Erlewine, William Ruhlmann, Richie Unterberger, Opal Louis Nations, John Storm Roberts, Eugene Chadbourne, Jo-Anne Greene, John Bush, Scott Yanow, Jason Ankeny, Thom Jurek, Andy Kellman, Greg Prato, Ned Raggett.
Baza danych AMG jest licencjonowana i używana przez niektórych dystrybutorów muzyki. Składa się z:
- podstawowych informacji: nazwiska, gatunki, opisy, informacja o prawach autorskich, numery produktów, itp.
- zawartości opisowej: style, nastroje, tematy, narodowości, itp.
- zawartości relacyjnej: podobni artyści/albumy, wpływy, itp.
- zawartości redakcyjnej: biografie, recenzje, rankingi, itp.

AMG twierdzi, że posiada największe na świecie archiwum muzyki, składające się z około 6 milionów utworów (w pełni cyfrowych), a także największą na świecie galerię okładek płyt, składającą się z około pół miliona skanów.
Strona internetowa została uruchomiona w 1995 roku jako internetowa prezentacja przeznaczona dla potencjalnych licencjobiorców rozległej zawartości bazy.
AMG jest także używane przez niektóre wersje Windows Media Player i Musicmatch Jukebox do rozpoznawania i organizacji zbiorów muzycznych. Windows Media Player 11 i wbudowany sklep muzyczny MTV Urge rozszerzyły użycie danych AMG do powiązanych artystów, biografii, recenzji, list odtwarzania i innych danych.
All Music Guide jest także używane przez iTunes Music Store, eMusic, AOL, Yahoo!, Amazon.com i inne sklepy muzyczne.
Siedziba AMG znajduje się w Ann Arbor w stanie Michigan.

## AMG LASSO
Baza danych All Music Guide została włączona w 2004 do AMG LASSO – obszernego serwisu rozpoznawania mediów. Serwis automatycznie rozpoznaje CD, pliki cyfrowe i DVD. Po rozpoznaniu serwis dostarcza metadane pobrane z baz danych All Media Guide.